# Rhynchocephalia
I rincocefali (Rhynchocephalia, che in greco significa testa a becco) sono un ordine di rettili considerati fossili viventi per le loro caratteristiche arcaiche. L'unico rappresentante vivente di quest'ordine è il tuatara (Sphenodon punctatus).

## Evoluzione
Rappresentanti fossili di quest'ordine sono conosciuti fin dal Triassico, oltre 200 milioni di anni fa, al tempo in cui ha avuto inizio la stirpe dei dinosauri. L'ordine, con l'eccezione del tuatara, si è però definitivamente estinto circa 60 milioni di anni fa. I rincocefali viventi, come molti di quelli estinti, hanno aspetto simile a lucertole.
I primi rincocefali noti erano piccoli animali non più lunghi di una ventina di centimetri, i cui resti fossili sono stati ritrovati principalmente in Gran Bretagna. Tra le forme più note, da ricordare Planocephalosaurus e Clevosaurus. Vi furono molte altre specie durante il Triassico e il Giurassico, distinte principalmente per caratteristiche del cranio (ad es. Homeosaurus e Sapheosaurus, privo di denti). In generale, la corporatura era quella di lucertole tozze.
Alcune forme, però, si discostavano notevolmente da questo piano corporeo: in particolare sono notevoli le specie della famiglia Pleurosauridae, dotate di corpi allungatissimi adatti al nuoto, e alcuni rincocefali rinvenuti in Messico (Pamizinsaurus, Ankylosphenodon). Nel Cretaceo gli sfenodonti iniziarono a declinare, per poi scomparire dalla documentazione fossile per tutto il Cenozoico. Tra gli ultimi rincocefali del Cretaceo, da ricordare il grande Priosphenodon, mentre in Italia è noto Derasmosaurus. Gli unici "relitti" di questa fauna un tempo diffusa sono i tuatara della Nuova Zelanda.

## Classificazione
Questa classificazione si basa sugli studi di Wu (1994), Evans et al. (2001), Apesteguia & Novas (2003) e Evans & Borsuk−Białynicka (2009).
- Ordine RHYNCHOCEPHALIA / SPHENODONTIA
  - Famiglia Gephyrosauridae † 
    - Gephyrosaurus †
    - Diphydontosaurus †

  - Famiglia Pleurosauridae † 
    - Palaeopleurosaurus †
    - Pleurosaurus †

  - Famiglia Sphenodontidae
    - Colognathus †
    - Godavarisaurus †
    - Kawasphenodon †
    - Lamarquesaurus †
    - Leptosaurus †
    - Pelecymala †
    - Piocormus †
    - Sigmala †
    - Theretairus †
    - Tingitana †
    - Rebbanasaurus †
    - Planocephalosaurus †
    - Polysphenodon †
    - Brachyrhinodon †
    - Derasmosaurus †
    - Clevosaurus †
    - Sottofamiglia Sphenodontinae
      - Homoeosaurus †
      - Kallimodon †
      - Oenosaurus †
      - Sapheosaurus †
      - Ankylosphenodon †
      - Pamizinsaurus †
      - Zapatadon †
      - Tribù Sphenodontini
        - Cynosphenodon †
        - Sphenodon

      - (unranked) Opisthodontia † 
        - Opisthias †
        - Tribù Eilenodontini
          - Toxolophosaurus †
          - Priosphenodon †
          - Eilenodon †